# ツバメハチドリ
ツバメハチドリ（学名：Eupetomena macroura ）は、アマツバメ目ハチドリ科に分類される鳥類の一種。 